# Kezia Dugdale

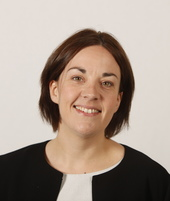
Kezia Dugdale (2016)

Kezia Dugdale (* 28. August 1981 in Aberdeen) ist eine ehemalige schottische Politikerin und früheres Mitglied der Labour Party und der Co-operative Party.

## Leben
Dugdale besuchte die Harris Academy in Dundee und studierte anschließend Jura an der Universität Aberdeen. Sie ging dann an die Universität Edinburgh und schloss dort mit einem Master in Politikwissenschaften ab. Innerhalb der Partei arbeitete sie im Wahlkampf von Sarah Boyack und Sheila Gilmore mit. Nach dessen Wahl ins Schottische Parlament war sie für George Foulkes tätig. Im April 2016 gab Dugdale bekannt, mit ihrer Partnerin in Edinburgh zusammenzuleben. Dabei handelt es sich um Jenny Gilruth, die für die SNP Abgeordnete im schottischen Parlament ist.

## Politischer Werdegang
Bei den Parlamentswahlen 2011 trat Dugdale erstmals zu nationalen Wahlen an. Dabei bewarb sie sich nicht um das Direktmandat eines Wahlkreises, sondern war auf der Regionalwahlliste der Labour Party für die Wahlregion Lothian gesetzt. Infolge des Wahlergebnisses gelang ihr als einer von sieben Kandidaten der Wahlliste der Einzug in das Schottische Parlament.
Im Rahmen des Streits um die Führungsposition in der Labour Party im Sommer 2016 unterstützte sie den Herausforderer Owen Smith gegen den Amtsinhaber Jeremy Corbyn.
Von August 2015 bis August 2017 war sie Parteivorsitzende (Leader) der Schottischen Labour Party. Sie trat aus persönlichen Gründen von dem Amt zurück. Im Juni 2019 zog sie sich aus der aktiven Politik zurück, um an das John Smith Centre der Universität Glasgow zu wechseln, im Monat darauf trat sie aus der Labour Party aus. Ihr Parlamentsmandat legte sie zum 15. Juli nieder. Nachrückerin wurde Sarah Boyack, die bereits zwischen 1999 und 2016 Abgeordnete gewesen war.